# Pyšely (przystanek kolejowy)
Pyšely – przystanek kolejowy w miejscowości Pyšely, w kraju środkowoczeskim, w Czechach. Położony jest na magistrali Praga – Czeskie Budziejowice. Znajduje się na wysokości 290 m n.p.m.
Jest zarządzany przez Správę železnic. Na przystanku nie ma możliwości zakupu biletu, a obsługa podróżnych odbywa się w pociągu.

## Linie kolejowe
- 221 Praha - Benešov u Prahy